# Enneapogon eremophilus
Enneapogon eremophilus är en gräsart som beskrevs av Kakudidi. Enneapogon eremophilus ingår i släktet Enneapogon och familjen gräs. Inga underarter finns listade i Catalogue of Life.